# Josh Watson
Joshua „Josh“ John Watson (* 31. Juli 1977 in Newcastle, New South Wales) ist ein ehemaliger australischer Schwimmer. Er gewann bei Olympischen Spielen eine Silbermedaille. Bei Weltmeisterschaften auf der 50-Meter-Bahn erhielt er eine Goldmedaille, auf der 25-Meter-Bahn waren es zwei Goldmedaillen. Bei Commonwealth Games erschwamm er einmal Gold und einmal Silber.

## Leben
Der 1,84 Meter große Josh Watson startete für den Kingscliff Swim Club.
Bei den Kurzbahnweltmeisterschaften 1997 belegte Watson den siebten Platz über 100 Meter Rücken. 1998 bei den Weltmeisterschaften in Perth wurde Watson über 200 Meter Rücken disqualifiziert. Bei den Commonwealth Games 1998 in Kuala Lumpur schlug Watson über 100 Meter Rücken als Zweiter hinter dem Kanadier Mark Versfeld an und hatte dabei 0,07 Sekunden Vorsprung vor dem zweiten Kanadier Chris Renaud. Über 200 Meter Rücken lag Watson als Vierter zwei Zehntelsekunden hinter dem Drittplatzierten zurück. Die australische 4-mal-100-Meter-Lagenstaffel siegte in der Besetzung Josh Watson, Simon Cowley, Geoff Huegill und Michael Klim; Adrian Radley und Chris Fydler erhielten eine Goldmedaille für ihren Vorlaufeinsatz.
Im April 1999 bei den Kurzbahnweltmeisterschaften in Hongkong siegte Watson über 200 Meter Rücken mit 0,85 Sekunden Vorsprung vor Mark Versfeld. Eine zweite Goldmedaille erhielt Watson für seinen Einsatz im Vorlauf der Lagenstaffel, im Finale schwamm Matt Welsh auf der Rückenlage. Vier Monate später wurde Watson bei den Pan Pacific Swimming Championships 1999 Sechster über 200 Meter Rücken und Dritter über 100 Meter Rücken. Ein Jahr später bei den Olympischen Spielen 2000 in Sydney siegte über 100 Meter Rücken Lenny Krayzelburg aus den Vereinigten Staaten vor Matt Welsh und dem Deutschen Stev Theloke. 0,19 Sekunden hinter Theloke und 0,03 Sekunden vor dem Polen Bartosz Kizierowski wurde Watson Vierter. Die 4-mal-100-Meter-Lagenstaffel schwamm in der Besetzung Josh Watson, Ryan Mitchell, Adam Pine und Ian Thorpe die viertschnellste Vorlaufzeit. Im Finale waren Matt Welsh, Regan Harrison, Geoff Huegill und Michael Klim vier Sekunden schneller als die Vorlaufstaffel und belegten den zweiten Platz hinter dem Quartett aus den Vereinigten Staaten. Alle acht beteiligten australischen Schwimmer erhielten eine Silbermedaille.
2001 bei den Weltmeisterschaften in Fukuoka wurde Watson Achter über 100 Meter Rücken und Siebter über 50 Meter Rücken. Die australische Lagenstaffel erreichte mit Josh Watson, Philip Rogers, Adam Pine und Ashley Callus die zweitschnellste Vorlaufzeit. Im Finale siegten Matt Welsh, Regan Harrison, Geoff Huegill und Ian Thorpe mit fast einer Sekunde Vorsprung und waren dabei fast dreieinhalb Sekunden schneller als die Vorlaufstaffel. Allen acht beteiligten australischen Staffelteilnehmern wurde bei der Siegerehrung eine Goldmedaille überreicht. Zwei Jahre später bei den Weltmeisterschaften 2003 in Barcelona wurde Watson Siebter über 50 Meter Rücken, über 100 Meter Rücken schied er als 19. der Vorläufe aus. Mit der Lagenstaffel wurde Watson im Vorlauf disqualifiziert. Zum Abschluss seiner Karriere trat Watson bei den Olympischen Spielen in Athen über 100 Meter Rücken an. Als 17. der Vorläufe verpasste er die Halbfinalteilnahme um 0,06 Sekunden.